# Allium affine
Allium affine là một loài thực vật có hoa trong họ Amaryllidaceae. Loài này được Ledeb. mô tả khoa học đầu tiên năm 1852.

## Hình ảnh

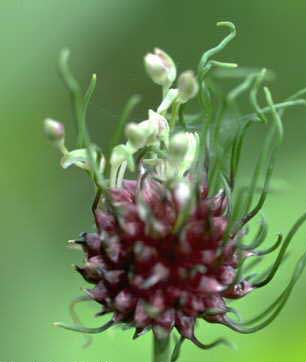